# HMS Moorsom (K567)
HMS Moorsom (K567) là một tàu frigate lớp Captain của Hải quân Hoàng gia Anh hoạt động trong Chiến tranh Thế giới thứ hai. Nó nguyên được Hoa Kỳ chế tạo như là chiếc DE-522, một tàu hộ tống khu trục lớp Evarts, và chuyển giao cho Anh Quốc theo Chương trình Cho thuê-Cho mượn (Lend-Lease). Nó là chiếc tàu chiến thứ hai của Hải quân Anh được đặt tên theo Đô đốc Sir Robert Moorsom (1760-1835), người từng tham gia các cuộc Chiến tranh Cách mạng Hoa Kỳ, Chiến tranh Cách mạng Pháp và Chiến tranh Napoleon. Nó đã phục vụ cho đến khi chiến tranh kết thúc tại Châu Âu, hoàn trả cho Hoa Kỳ năm 1945, và cuối cùng bị bán để tháo dỡ vào năm 1946.

## Thiết kế và chế tạo
Những tàu frigate lớp Captain thuộc phân lớp Evarts có chiều dài chung 289 ft 5 in (88,21 m), mạn tàu rộng 35 ft 1 in (10,69 m) và độ sâu mớn nước khi đầy tải là 8 ft 3 in (2,51 m). Chúng có trọng lượng choán nước tiêu chuẩn 1.140 tấn Anh (1.160 t); và lên đến 1.430 tấn Anh (1.450 t) khi đầy tải. Hệ thống động lực bao gồm bốn động cơ diesel General Motors Kiểu 16-278A nối với bốn máy phát điện để vận hành hai trục chân vịt; công suất 6.000 hp (4.500 kW) cho phép đạt được tốc độ tối đa 21 kn (24 mph; 39 km/h), và có dự trữ hành trình 4.150 nmi (4.780 mi; 7.690 km) khi di chuyển ở vận tốc đường trường 12 kn (14 mph; 22 km/h).
Vũ khí trang bị bao gồm ba pháo 3 in (76 mm)/50 cal trên tháp pháo nòng đơn có thể đối hạm hoặc phòng không, một khẩu đội 1,1 inch/75 caliber bốn nòng và chín pháo phòng không Oerlikon 20 mm. Vũ khí chống ngầm bao gồm một dàn súng cối chống tàu ngầm Hedgehog Mk. 10 (có 24 nòng và mang theo 144 quả đạn); hai đường ray Mk. 9 và tám máy phóng K3 Mk. 6 để thả mìn sâu.
DE-522 được đặt lườn tại Xưởng hải quân Boston ở Boston, Massachusetts vào ngày 14 tháng 8, 1943; nó được hạ thủy vào ngày 24 tháng 9, 1943. Con tàu được chuyển giao cho Anh Quốc vào ngày 10 tháng 12, 1943, đồng thời nhập biên chế cùng Hải quân Hoàng gia Anh như là chiếc HMS Moorsom (K567) dưới quyền chỉ huy tạm thời của quyền Hạm trưởng, Đại úy Hải quân Canada Gerald Maurice Greenwood.

## Lịch sử hoạt động
Trong quá trình phục vụ cùng Hải quân Hoàng gia Anh, Moorsom hoạt động trong vai trò chính là hộ tống các đoàn tàu vận tải tại Bắc Đại Tây Dương và biển Bắc Hải từ năm 1944 đến năm 1945. Ngoài ra nó còn hỗ trợ cho cuộc tấn công của Đồng Minh lên miền Bắc nước Pháp trong khuôn khổ cuộc đổ bộ Normandy vào tháng 6, 1944.
Sau khi chiến tranh chấm dứt tại Châu Âu, Moorsom đi đến thành phố New York vào ngày 16 tháng 10, 1945, nơi con tàu được Anh hoàn trả cho Hoa Kỳ vào ngày 25 tháng 10, 1945, nhằm giảm bớt chi phí mà Anh phải trả cho Hoa Kỳ trong Chương trình Cho thuê-Cho mượn (Lend-Lease). USS Moorsom nằm trong thành phần Quân khu 3 Hải quân, nhưng bị bỏ không cho đến khi tên nó được cho rút khỏi danh sách Đăng bạ Hải quân vào ngày 5 tháng 12, 1945. Con tàu bị bán để tháo dỡ vào ngày 12 tháng 7, 1946.